# Гитару (ГЭС)
Гитару — действующая гидроэлектростанция в Кении, расположенная на реке Тана. Её мощность составляет 225 мегаватт. Строительство началось в 1975 году, а завершилось в 1978-м. Однако электростанция была введена в строй лишь в 1999 году. США выделила на её строительство через Всемирный банк 63 миллиона долларов. Владельцем гидроэлектростанции является основанная в 1954 году компания KenGen, которая вырабатывает до 72% всей электроэнергии в Кении.
30-метровая плотина электростанции сдерживает около 16 миллионов кубометров воды. Длина плотины составляет 580 метров. Вырабатывают электроэнергию два генератора по 72 мегаватт и один на 81 мегаватт. Реактивные турбины относятся к радиально-осевому типу.

## Инцидент 2016 года
В 2016 году на электростанции произошёл курьёзный инцидент. На территорию станции через забор под высоким напряжением неизвестно каким образом пробралась обезьяна. Животное бегало по крыше здания, однако не удержалось и упало в трансформатор. В результате этого произошла перегрузка агрегатов и станция потеряла около 180 мегаватт, что привело к аварии в энергосистеме на всей территории Кении. Сама обезьяна осталась цела, и её забрали защитники животных из организации Kenya Wildlife Service.